# Hafrsfjord
Hafrsfjord ist ein zirka neun Kilometer langer Fjord in den Kommunen Stavanger und Sola in Norwegen. Der Fjord ist bekannt durch die Schlacht am Hafrsfjord im Jahre 872, als Harald Schönhaar (norwegisch: Harald Hårfagre) sich als Alleinherrscher durchsetzte und den Grundstein zur Vereinigung Norwegens legte.

## Geschichte
Bronzezeitliche Spuren finden sich in den Felsritzungen vom Fluberget.
Der Fjord und seine Umgebung war seit vorhistorischer Zeit der reichste Landesteil im Südwesten Norwegens. Die Zahl der Bootshäuser war wesentlich größer, als es der Bevölkerungszahl entsprach. Die Überreste von 14 Gebäuden von 20 bis 40 m Länge am Fjordufer sind für ganz Norwegen einzigartig. Sie werden ins 5. Jahrhundert datiert. Man geht davon aus, dass dort noch weitere Bootshäuser für große Schiffe bestanden, von denen jedoch nichts mehr erhalten ist. Sie lassen auf eine große Machtkonzentration in dieser Gegend schließen. Dazu ist von einer seemilitärischen Organisation auszugehen, die von Befestigungen an Land unterstützt wurde. Davon wurden fünf in der Umgebung des Fjordes gefunden: Haga im Westen des Fjordes, Røyneberg und Ytraberg im Osten und am Hålandsvatn etwas nördlich und dahinter etwas zurückgesetzt bei Jåttånut und Gausel. Der Hafrsfjord war also in vorgeschichtlicher Zeit offenbar eine Festung und eine lokale Marinebasis in einem ungewöhnlich ressourcenreichen Umland.

## Sverd i fjell
1983 wurde vom Künstler Fritz Røed aus Bryne in der Møllebukta in Hafrsfjord das Monument Schwerter im Berg (Sverd i Fjell) errichtet. Eingeweiht wurde das Denkmal durch König Olav V. Die Krone am Griff des Schwertes repräsentiert die drei Distrikte, die an der Schlacht teilnahmen, das größte Schwert für den Sieger Harald Schönhaar, die kleineren Schwerter für die unterlegenen Könige. Das Denkmal ist auch ein Symbol für den Frieden; die Schwerter sind im Felsen verankert, damit sie nie mehr benutzt werden sollen.